# Statsrådspension

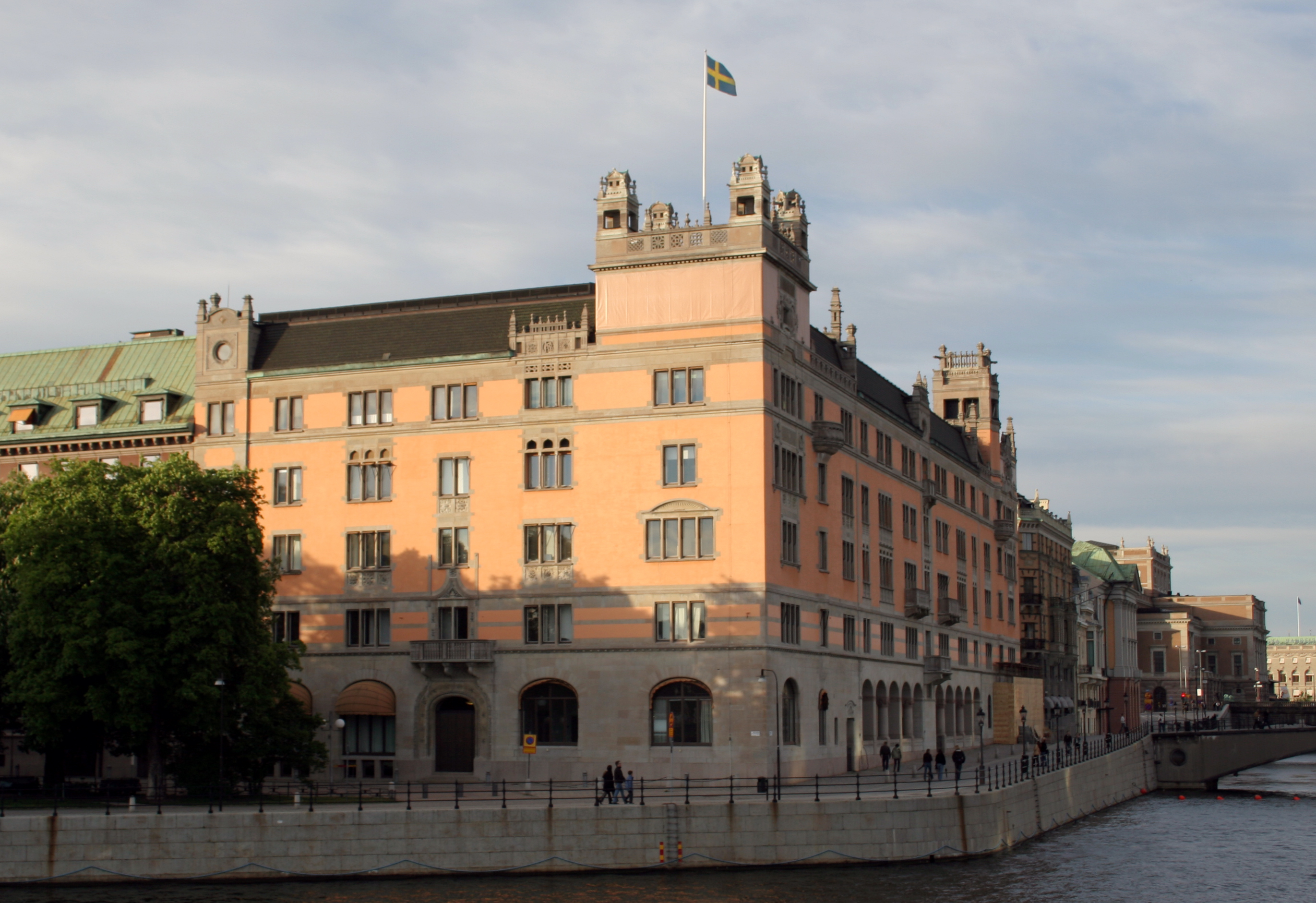
Rosenbad.

Statsrådspension är en pension som tillkommer tidigare statsråd i en svensk regering. För att kunna kvittera ut en statsrådspension måste det tidigare statsrådet ansöka om och beviljas statsrådspension av myndigheten Statens pensionsverk.

## Utformning
Under det första året efter avgång från regeringen kan det tidigare statsrådet kvittera ut en s.k. avgångsersättning, vilken år 2005 uppgick till 93.000 kronor i månaden för ministrar och 116.000 för statsministern.
För att man därefter ska ha rätt till statsrådspension måste man antingen ha arbetat sex år som minister eller sex år i en följd som minister, statssekreterare, landshövding eller generaldirektör. Denna undre gräns för tjänstgöringstid ger rätt till 85% av en full statsrådspension. För att kunna kvittera ut en full statsrådspension krävs att man har arbetat som minister i sammanlagt tolv år, där tid som statssekreterare, landshövding eller generaldirektör räknas in. Har man arbetat kortare tid än så innebär detta reducering av statsrådspensionen.
Statsrådspensionen kan tillkomma ett tidigare statsråd under de år som återstår mellan beviljan av statsrådspension fram till pensionsåldern (65 år), men räknas under dessa år av från eventuell annan inkomst. Efter 65 år kan det tidigare statsrådet kvittera ut såväl statsrådspension som ålderspension.
Efter kritik från allmänheten infördes i februari 2005 nya regler kring systemet med statsrådspension så att det blev mindre generöst än tidigare. Statsråd som har tillsatts efter den 1 april 2005 har rätt till statsrådspension bara om de fyllt 50 år när de lämnat regeringen.  De nya reglerna gällde emellertid inte retroaktivt för ministrar tillsatta före den 1 april 2005, varför bland annat tidigare minister Ulrica Messing kunde börja kvittera ut statsrådspension trots att hon ännu inte fyllt 40 år. Även med denna ändring förblev reglerna för statsråd mer generösa än dem för generaldirektörer, vars nedre åldersgräns ligger på 55 år.